# Guiu Montefeltro
Guiu Montefeltro va ser fill de Frederic II Paolo Novello Montefeltro. Fou patrici venecià. El 1370 el cardenal Anglico va advertir al Papa contra Guiu perquè el considerava un home perillós, però probablement va morir encara jove i sense descendència.